# Política de Etiopía
El sistema de gobierno de la República Democrática Federal de Etiopía consiste en una democracia republicana, parlamentaria y federal. La Jefatura de Estado es asumida por la Presidencia, y la del gobierno por el primer ministro. Desde abril de 2018 el primer ministro es Abiy Ahmed Ali. Las próximas elecciones federales y regionales están previstas para mayo de 2020.  En octubre de 2018 las dos cámaras del parlamento eligieron por unanimidad en sesión conjunta a Sahle-Work Zewde presidenta de Etiopía, convirtiéndose en la primera mujer en ocupar la jefatura de Estado etíope y la única en ese cargo en 2018 en toda África.

## Historia
La República Democrática Federal fue proclamada en 1995 por una Asamblea Constitutiva elegida en 1994. En elecciones generales, Meles Zenawi fue constitucionalmente proclamado primer ministro cargo que asumió hasta su muerte en 2012. Zenawi había sido previamente presidente de Etiopía desde 1991 cuando derrocó al gobierno de Mengistu Haile Mariam, líder de la junta militar.
Desde el 2018, el primer ministro Abiy Ahmed ha hecho importantes avances en la democratización del país, lo que incluye libertad de prensa, de expresión, de reunión, varios partidos políticos, etc. Además de reformas sobre la federalización del país y la paz con Eritrea.

## Gobierno y política
El primer ministro es el jefe de gobierno, y es quien ejerce el poder ejecutivo. El poder legislativo es ejercido por la Asamblea Parlamentaria Federal, la cual adopta un sistema bicameral, la cámara alta es la Cámara de la Federación, que consta de 112 miembros elegidos por Consejos de Estado. La Cámara de Representantes Populares es la baja, que se constituye por 547 miembros, elegidos por sufragio universal.
La Presidencia de Etiopía es elegida por la Cámara de Representantes Populares para un período de 6 años.

## Ley electoral
El 24 de julio de 2019 el parlamento de Etiopía adoptó una nueva ley electoral con una disposición que establece que un partido político nacional debe tener al menos 10 000 personas adheridas y un partido regional 4.000. En la sesión de urgencia del parlamento se rechazó una cláusula que establecía que un escaño fuera atribuido automáticamente a una mujer en el caso en el que llegara en igualdad de condiciones en los resultados electorales que un hombre.